# Eustrotia anita
Eustrotia anita är en fjärilsart som beskrevs av Dyar 1912. Eustrotia anita ingår i släktet Eustrotia och familjen nattflyn. Inga underarter finns listade i Catalogue of Life.